# Hania Aamir
Hania Aamir (Rawalpindi, 12 de febrero de 1997) es una actriz y modelo pakistaní que ha aparecido en producciones para cine y televisión en idiomas punyabí y urdu. Como modelo ha participado en campañas publicitarias para marcas como Sprite y Maybelline New York, y ha sido embajadora de la franquicia Peshawar Zalmi.

## Biografía

### Carrera
Nacida en Rawalpindi el 12 de febrero de 1997, Aamir se encontraba estudiando en la institución educativa Foundation for Advancement of Science and Technology (FAST-NUCES) cuando realizó una audición para aparecer en el filme de humor Janaan (2016). Hizo su debut para formato televisivo un año después en la serie Titli. A partir de entonces, apareció en producciones cinematográficas como Na Maloom Afraad 2 (2017), Parwaaz Hai Junoon (2018) e Ishqiya (2020).
Ganó popularidad en su país con su actuación en las series dramáticas Mere Humsafar (2022) y Mujhe Pyaar Hua Tha (2023).  Su desempeño en la primera le valió nominaciones al Premio Lux Style en la categoría de mejor actriz de televisión y al Premio Hum Style como la actriz de televisión con más estilo.
En 2024 protagonizó el largometraje de humor Kabhi Main Kabhi Tum en el papel de Nazish.

### Modelaje e imagen pública
Los medios de comunicación han descrito a Aamir entre las actrices más populares y mejor pagadas de Pakistán. Ha aparecido en la lista HOT100 de Hello Pakistan en la categoría «Headliners». Como modelo, desfiló para Zainab Chottani en la «Semana de la Moda de Pakistán» en 2019. También ha realizado varias sesiones de fotos para «Eid Collections» y para diseñadores como Asim Jofa. Aamir ha sido el rostro oficial de varias marcas como Maybelline New York y Sprite.
En 2022 fue nombrada embajadora de la franquicia Peshawar Zalmi, perteneciente a la Superliga de Críquet de Pakistán. De acuerdo con Daily Pakistan, Aamir es la celebridad pakistaní más seguida en Instagram, superando a Ayeza Khan.

## Filmografía

### Cine
| Año  | Título              | Papel              | Notas              |
| ---- | ------------------- | ------------------ | ------------------ |
| 2016 | Janaan              | Palwasha Asad Khan |                    |
| 2017 | Na Maloom Afraad 2  | Pari               |                    |
| 2018 | Parwaaz Hai Junoon  | Sania Taimoor      |                    |
| 2018 | Load Wedding        | Novia de Khalil    | Aparición especial |
| 2019 | Superstar           | Herself            | Cameo              |
| 2022 | Parde Mein Rehne Do | Nazish             |                    |

### Televisión
| Año           | Título               | Papel                   | Notas |
| ------------- | -------------------- | ----------------------- | ----- |
| 2017          | Titli                | Naila Ahmad             |       |
| 2017          | Phir Wohi Mohabbat   | Alishba Ashar           |       |
| 2017          | Mujhay Jeenay Do     | Saira Naseeb            |       |
| 2018          | Visaal               | Pari                    |       |
| 2019          | Anaa                 | Daneen Saif             |       |
| 2020          | Ishqiya              | Romaisa Siddique        |       |
| 2020          | Dil Ruba             | Sanam Jameel            |       |
| 2022          | Mere Humsafar        | Hala Hamza Ahmad        |       |
| 2022          | Sang-e-Mah           | Gul Meena               |       |
| 2023          | Mujhe Pyaar Hua Tha  | Maheer Saad Hussain     |       |
| 2023          | Siyaah               | Nosheen Faryad          |       |
| 2024-presente | Kabhi Main Kabhi Tum | Sharjeena Mustafa Ahmed |       |
| 2024          | Kaisi Hai Ye Ruswai  | Aileen Baris            |       |

### Telefilmes
| Año  | Título           | Papel          |
| ---- | ---------------- | -------------- |
| 2018 | Band Toh Baje Ga | Mariyam Sohail |
| 2019 | Pyaar Kahani     | Masha Rehman   |
| 2021 | Dil Ke Chor      | Remail         |

### Videoclips
| Año  | Título           | Artista      |
| ---- | ---------------- | ------------ |
| 2023 | "Jani Door Gaye" | Hadiqa Kiani |